# Ralph Ellison
Ralph Waldo Ellison, född 1 mars 1914 i Oklahoma City i Oklahoma, död 16 april 1994 i New York i New York, var en afroamerikansk författare.
Ellison studerade musik vid Tuskegee Institute i Alabama. 1937 reste han till New York. Hans första noveller och essäer publicerades i olika tidskrifter. 1952 kom hans enda roman Invisible Man.